# 미도리구 (사가미하라시)
미도리구(일본어: 緑区)는 일본 가나가와현 사가미하라시의 행정구이다. 사가미하라시가 2010년 4월 1일에 정령지정도시로 지정되면서 설치되었다. 시 전체 면적의 77%를 차지한다.

## 교통

### 철도
- 동일본 여객철도
  - 요코하마선
    - 하시모토역

  - 사가미선
    - 하시모토역
      - ※ 가미미조역 - 미나미하시모토역 사이에 주오구 경계 부분을 통과한다.

  - 주오 본선
    - 사가미코역 - 후지노역

- 게이오 전철
  - 사가미하라선
    - 하시모토역